# Keresztéte
Keresztéte là một thị trấn thuộc hạt Borsod-Abaúj-Zemplén, Hungary. Thị trấn này có diện tích 4,01 km², dân số năm 2010 là 36 người, mật độ 9 người/km².